# ماتیاس کاسترن
ماتیاس کاسترن (انگلیسی: Matthias Castrén; ۲ دسامبر ۱۸۱۳ – ۷ مهٔ ۱۸۵۲) دانشمند در زمینه زبان‌شناسی اهل دوک‌نشین بزرگ فنلاند بود.